# Petar Lesov
Petar Lesov, född den 12 september 1960 i Rakovski, Bulgarien, är en bulgarisk boxare som tog OS-guld i flugviktsboxning 1980 i Moskva. I finalen besegrade han Viktor Miroshnichenko från Sovjetunionen.